# Charles Vernon Culver
Charles Vernon Culver (* 6. September 1830 in Logan, Ohio; † 10. Januar 1909 in Philadelphia, Pennsylvania) war ein US-amerikanischer Politiker. Zwischen 1865 und 1867 vertrat er den Bundesstaat Pennsylvania im US-Repräsentantenhaus.

## Werdegang
Charles Culver besuchte vorbereitende Schulen und studierte danach an der Ohio Wesleyan University in Delaware. Danach zog er nach Reno in Pennsylvania, wo er zunächst im Handel tätig wurde. Bald stieg er in großem Stil in das dortige Ölgeschäft ein. Er wurde reich und gründete in 13 Städten im Nordosten der USA Banken. Politisch schloss er sich der Republikanischen Partei an.
Bei den Kongresswahlen des Jahres 1864 wurde Culver im 20. Wahlbezirk von Pennsylvania in das US-Repräsentantenhaus in Washington, D.C. gewählt, wo er am 4. März 1865 die Nachfolge von Amos Myers antrat. Bis zum 3. März 1867 konnte er eine Legislaturperiode im Kongress absolvieren. Seit 1865 war die Arbeit des Kongresses von den Spannungen zwischen den Republikanern und Präsident Andrew Johnson belastet, die in einem nur knapp gescheiterten Amtsenthebungsverfahren gipfelten. Im Jahr 1865 wurde der 13. Verfassungszusatz ratifiziert.
Noch während seiner Zeit als Kongressabgeordneter wurde Charles Culver in einen großen Bankskandal verwickelt und wegen Korruption inhaftiert. Nach einem langen Prozess wurde er freigesprochen. Seine politische Laufbahn war mit diesen Vorkommnissen beendet. In den folgenden Jahren war er weiterhin in der Ölbranche tätig. Er starb am 10. Januar 1909 während einer Geschäftsreise in Philadelphia.